# 소란 (밴드)
소란(Soran)은 대한민국의 인디 록밴드이다.

## 구성원
- 고영배 - 리더, 보컬, 키보드, 어쿠스틱 기타
- 이태욱 - 기타, 코러스
- 서면호 - 베이스 기타, 코러스

### 이전 구성원
- 편유일 - 드럼

## 음반

### EP
- 그때는 왜 몰랐을까 (2010.08.19)
- Polar (2017.11.22)
- Share (2018.12.06)

### 싱글
- Wait (2011.04.07)
- 벚꽃이 내린다 (2012.02.22)
- Prince (2013.08.09)
- 고백직전 (2016.04.04)
- 너를 보네 (feat. 권정열 of 10cm) (2016.09.22)
- 너를 공부해 (2017.01.13)
- Perfect Day (2017.06.17)
- 잠이 안 와 (2018.09.14)
- 기적 (2019.12.03)

### 정규 앨범
- natural (2012.04.04)
- PRINCE (2013.10.22)
- 자꾸 생각나 (2015.03.05)
- Cake (2016.10.06)

### 참여 앨범
- 미쳤나봐 (2012.03.27)
- 타임라인-구여친클럽 (tvN 금토드라마) OST - Part.2 (2015.05.22)
- 이제 나와라 고백-전소란과 유재석(2019)